# 국민가톨릭
국민가톨릭(스페인어: Nacionalcatolicismo)은 독재자 프란시스코 프랑코 정권(1936년-1975년)의 이념적 정체성의 일부다. 가장 두드러지는 특징은 로마 가톨릭교회가 모든 공적·사적 생활에 패권을 행사하는 것이다. 
1930년대에서 1940년대에는 크로아티아의 안테 파벨리치가 이끄는 우스타샤가 유사한 이념적 특성을 나타냈다. 그 외에도 오스트리아, 폴란드, 리투아니아, 슬로바키아 등 중동유럽의 여러 나라들이 프랑코 정권과 유사하게 가톨릭교와 국민주의를 융합시킨 교권파시즘적 정치운동을 꾀했다.

## 같이 보기
- 악시옹 프랑세즈
- 스페인의 로마 가톨릭교회
- 기독교 파시즘
- 기독교 우파
- 교권 파시즘
- 지배주의 신학